# Mariusz Ziółkowski
Mariusz Ziółkowski (Varsovia, Polonia, 20 de octubre de 1953) es un arqueólogo, profesor de la Universidad de Varsovia y de la Universidad Católica de Santa María, en Arequipa, Perú. Es el director del Centro de Estudios Andinos de la Universidad de Varsovia en el Cusco (CEAC).
Estudios arqueología e historia del arte en la Universidad de Varsovia, donde se graduó con maestría en 1977 y obtuvo el doctorado en arqueología en 1986, con la tesis "Pachap unanchan: el calendario metropolitano del Imperio Inka", además se diplomó en altos estudios de lengua y civilización francesa, en la Alianza Francesa, en París. Conjuntamente con Robert M. Sadowski, obtuvo el Premio del 44 ° Congreso Internacional de Americanistas de Mánchester, en 1982, por el estudio titulado problemas de la reconstrucción de los calendarios andinos.

## Obras
- 1987: con Yuri Zubritski, et al. Ecuador indígena: simbolismo y cotidianidad. Instituto Otavaleño de Antropología.
- 1992: con Robert M. Sadowski, La Arqueoastronomia en la investigación de las culturas andinas. Instituto Otavaleño de Antropología – Banco Central del Ecuador.
- 1997: La guerra de los wawqis. Los mecanismos y los objetivos de la rivalidad dentro de la elite inca. Quito: Abya Yala. ISBN 978-9978-04-238-0
- 2000: con Oriana Wichrowska, Iconografía de los Keros de la colección del Museum fur Völkerkunde de Berlin, Boletín de la Misión Arqueológica Andina vol. 4, Varsovia.
- 2015: Pachap vnancha. El calendario metropolitano del Estado Inca. Arequipa: El Lector. ISBN 978-6124-57-927-1
- 2018: con Jan Szemiński, Mitos, rituales y politica de los Incas. Arequipa: El Lector. ISBN 978-6124-76-504-9